# 阿群帶路圖

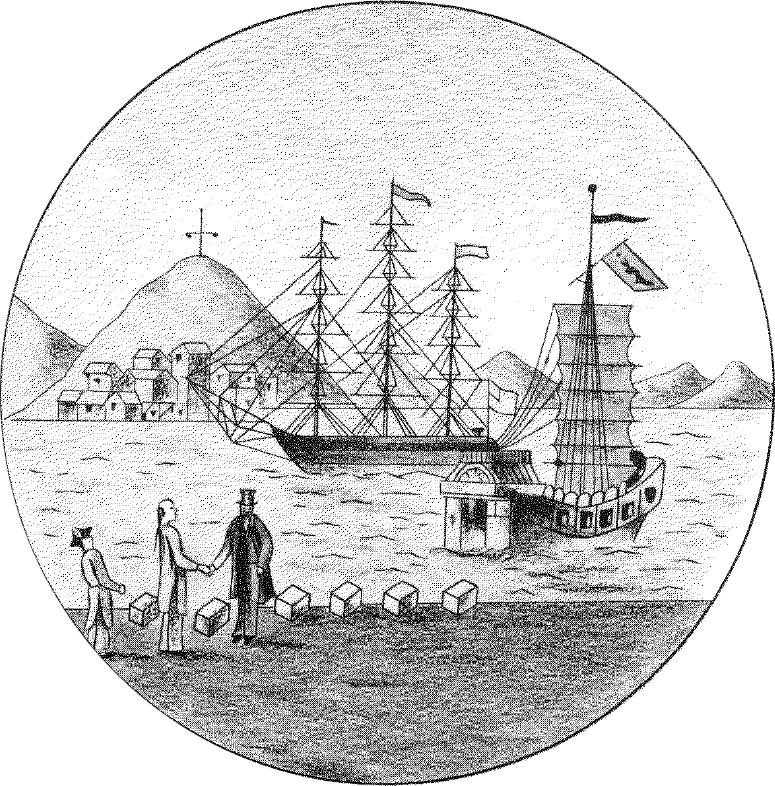
阿群帶路圖的初稿

經過上色和少許修改的阿群帶路圖，1876年成為香港旗的旗章（1876年－1955年）

香港旗第二版「阿群帶路圖」旗章（1955年－1959年）

阿群帶路圖是香港割讓予大英帝國成為英國殖民地後的標誌之一，由設計師Messrs. Thomson & Son of Wapping於1868年設計，在香港英治時期使用。

## 構圖
阿群帶路圖的下方是一片海岸（代表香港島北岸），岸上有貨物數箱，描繪兩名華商與一名英商在洽談生意的畫面；上方是一座海港（代表維多利亞港），海中分別有一艘懸掛黃龍旗的中國帆船和一艘懸掛紅船旗的英國商船，而遠方則隱約有一群山巒（代表九龍半島）。

## 由來

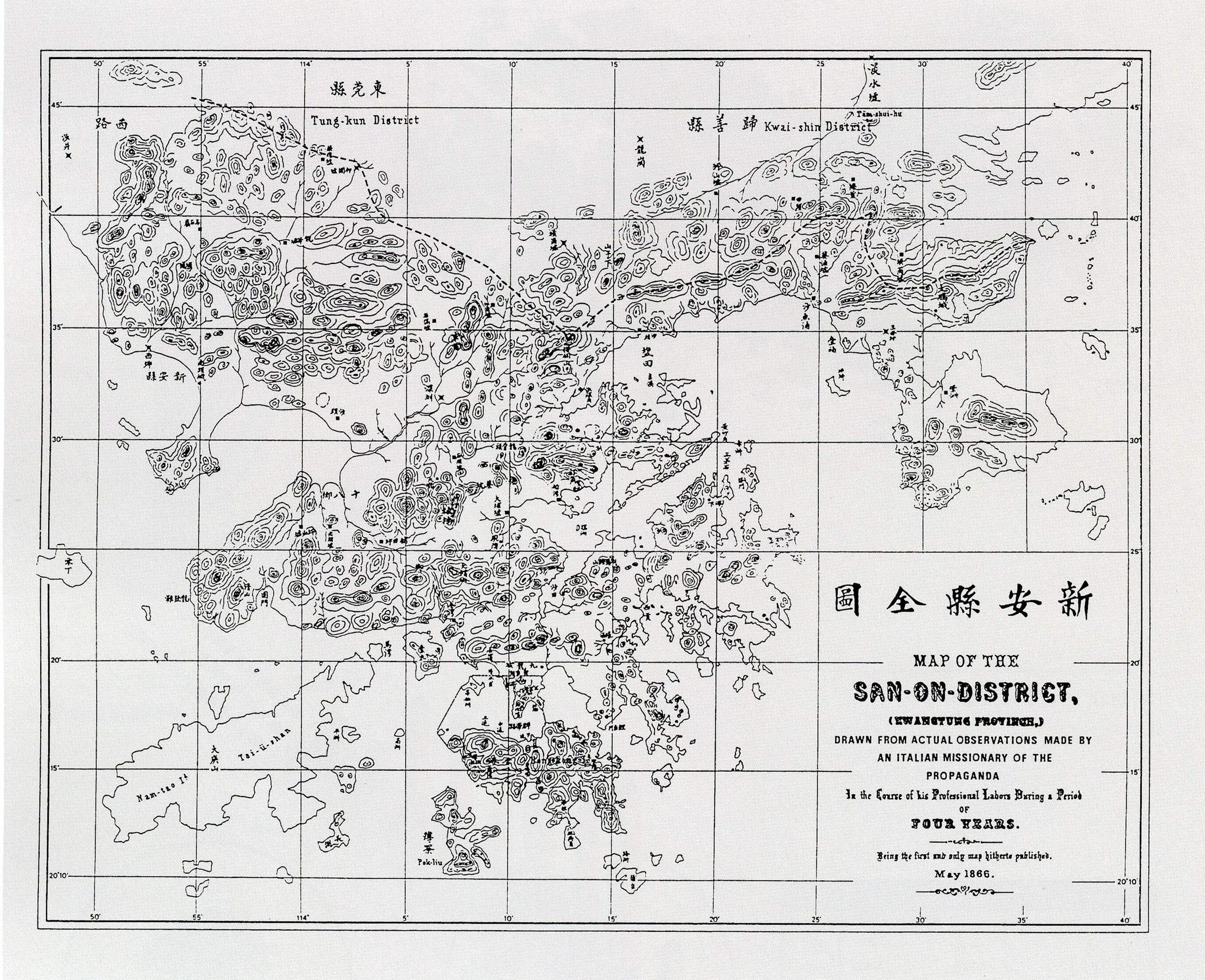
1866年（清同治七年）的《新安縣全圖》，當時的群帶路指今日中上環一帶

阿群带路命名原因有指是因为一名叫陈群（阿群）的水上人渔民，带领英國人从香港仔越山循此路至上环一带为英军开路，故称“阿群带路”。亦有说法認為英军初抵港岛时由陈群带领在赤柱一带登陆，经香港村、石排湾等地到港岛北部一带。经香港村时，英军询问该处地名，陈群以水上人蜑音回答“香港”，英人即以水上人音“HONG KONG”为记，就成為了全島總稱。这也成了香港名字由来之其中一説。
有關群帶路的起源，香港掌故專家梁濤指出過有數個可能，除了阿群帶路外，另外一可能因為此條路繞在香港島的山腰上，有如婦女之裙帶而被稱為裙帶路，後來訛轉為群帶路。
1874年，桂文燦編纂的《廣東圖說》同治刊本，當中記載了群帶路為維多利亞城。而1866年的《新安縣全圖》，當時的群帶路所標示的位置亦相近。

## 應用
1843年，香港政府以香港殖民地印徽作為香港的印鑑及代表香港，當中印徽下方就是阿群帶路圖。
1876年，在更新版本的香港殖民地旗幟設計上，加入了阿群帶路圖，直至1959年被香港盾徽取代為止。
1969年，皇家香港警察的新徽章，正中間的正是採用1876年版（即1955年修改前的）阿群帶路圖。
1985年，香港上海滙豐銀行發行的十至一千元港幣鈔票左邊的香港徽號包含了阿群帶路圖。

## 外部連結
- Foreign Concessions and Colonies（页面存档备份，存于）
- 香港盾徽的一些典故 （页面存档备份，存于）
- 香港觀察 （页面存档备份，存于）
- 群帶路石碑. 南區民政事務處.